# Marie Senghor Basse
Marie-Thérèse Camille Senghor Basse, conocida como Marie Senghor Basse, (1930-2019) fue una médica senegalesa que dirigió el Centre de protection maternelle et infantile (Centro de Protección de la Madre y del Niño) y trabajó como representante de Senegal en la Organización para la Alimentación y la Agricultura de las Naciones Unidas desde 1961 a 1966. Después de eso regresó a Senegal con su marido Edouard Camille Basse, el embajador de Senegal en Italia, y trabajó dos años como inspectora en la Escuela de Medicina de Dakar. 
En 1968, Basse fundó el Institut de Technologie Alimentaire (Instituto de Tecnología Alimentaria) de Senegal donde investigó el procesamiento de frutas, vegetales, cereales, y productos animales. Además, apareció con frecuencia en la televisión nacional senegalesa promoviendo el "consumo de alimentos locales". Basse también fue miembro fundador de la sección senegalesa de la Comunidad Cultural Africana, una organización fundada por Wole Soyinka que procura ayudar a artistas e intelectuales africanos a adaptarse a los desafíos únicos de la era moderna.